# Puchar Polski (województwo lubuskie) w piłce nożnej mężczyzn (2024/2025)
Puchar Polski LZPN 2024/2025 – 25. sezon Pucharu Polski w województwie lubuskim.
Zwycięzca Pucharu Polski LZPN 2024/2025, Odra Bytom Odrzański, zakwalifikował się do I rundy Pucharu Polski PZPN 2025/2026.

## 1/8 finału
| 2 kwietnia 2025 | Granica Żarki Wielkie | 1:6   | Polonia Słubice |  |
| 16:30 CEST      | Artur Derkach 27'     | (1:2) | 3' Igor Ławrynowicz · 40' Daniel Stadie · 46' Uri Gómez · 63' Nikita Chołodow · 86' Jakub Anioł · 88' Maksim Rowbut |  |

| 2 kwietnia 2025 | Odra Nietków             | 2:1 (pd.) | Stal Sulęcin        |  |
| 16:30 CEST      | Jakub Budziński 65', 94' | (0:0)     | 58' Eryk Małkiewicz |  |

| 2 kwietnia 2025 | Lubuszanin Drezdenko                     | 2:1   | Ilanka Rzepin      |  |
| 16:30 CEST      | Daniel Moroz 37' · Michał Czajkowski 55' | (1:0) | 58' Hitoshi Nakane |  |

| 2 kwietnia 2025 | Dąb Przybyszów        | 1:4 (pd.) | Lechia Zielona Góra                                                     |  |
| 16:30 CEST      | Stanisław Kuźmycz 58' | (0:0)     | 74', 95' Mateusz Zientarski · 109' Michał Szmigiel · 120' Igor Bambecki |  |

| 2 kwietnia 2025 | Delta Sieniawa Żarska                                | 2:4   | Dozamet Nowa Sól                                                                       |  |
| 16:30 CEST      | Szymon Wieliczko 72' (s.) · Krzysztof Sokołowski 78' | (0:1) | 4' Michał Bartnicki · 50' Alan Wysoczański · 90' Maksym Iwanowicz · 90' Kacper Szostak |  |

| 2 kwietnia 2025 | Stal Jasień | 6:2   | Czarni Żagań                       |  |
| 16:30 CEST      | Dawid Kaczor 15' · Kornel Wieczorek 19' · Bartosz Konieczny 32' · Jewgienij Siemienczuk 58' · Pawło Wołk 66' · Krzysztof Wiliński 88' | (3:0) | 47' Maciej Ryng · 55' Rafał Cyrana |  |

| 2 kwietnia 2025 | Warta Gorzów Wielkopolski | 0:1   | KS Stilon Gorzów Wielkopolski |  |
| 16:30 CEST      |                           | (0:0) | 90' Jakub Kaniewski           |  |

| 2 kwietnia 2025 | Odra Bytom Odrzański                   | 3:2 (pk.)        | Carina Gubin                               |  |
| 19:30 CEST      | Mykyta Łoboda 45' · Miłosz Jóźwiak 68' | (1:1, dogr. 2:2) | 21' Dominik Suski · 55' Kacper Staszkowian |  |

## 1/4 finału
| 23 kwietnia 2025 | Lubuszanin Drezdenko  | 1:2   | Stal Jasień                            |  |
| 17:00 CEST       | Kornel Przydolski 23' | (1:1) | 3' Pawło Wołk · 63' Krzysztof Wiliński |  |

| 23 kwietnia 2025 | Odra Nietków | 0:2   | Odra Bytom Odrzański                       |  |
| 17:00 CEST       |              | (0:2) | 2' Mykyta Łoboda · 24' (k.) Miłosz Jóźwiak |  |

| 23 kwietnia 2025 | Dozamet Nowa Sól | 0:2   | Lechia Zielona Góra                             |  |
| 17:00 CEST       |                  | (0:1) | 8' (s.) Oliwier Iwanowicz · 70' Dawid Gruszecki |  |

| 23 kwietnia 2025 | Polonia Słubice    | 1:0   | KS Stilon Gorzów Wielkopolski |  |
| 17:00 CEST       | Oliwier Begier 45' | (1:0) |                               |  |

## 1/2 finału
| 14 maja 2025 | Stal Jasień | 0:3   | Polonia Słubice                                                    |  |
| 17:30 CEST   |             | (0:1) | 45' Daniel Stadie · 65' Cyprian Poniedziałek · 89' Nikita Chołodow |  |

| 14 maja 2025 | Lechia Zielona Góra      | 1:2   | Odra Bytom Odrzański                  |  |
| 17:30 CEST   | Franciszek Majchrzak 44' | (1:2) | 17' Miłosz Jóźwiak · 45' Milan Bazler |  |

## Finał
| 4 czerwca 2025 | Odra Bytom Odrzański  | 2:0   | Polonia Słubice |  |
| 17:00 CEST     | Milan Bazler 66', 68' | (0:0) |                 |  |